# Friedrich von Barnekow
Friedrich Wilhelm Christoph Julius Martin von Barnekow (né le 2 janvier 1848 à Klein-Kubbelkow et mort le 27 juillet 1908 à Osnabrück) est un fonctionnaire prussien.

## Biographie
Friedrich (Fritz) von Barnekow étudie le droit aux universités de Heidelberg et de Göttingen. En 1867, il devient membre du Corps Saxo-Borussia Heidelberg. En 1868, il rejoint le Corps Saxonia Göttingen. Après avoir terminé ses études, il devient d'abord juge de district à Spremberg. Puis il passe à la fonction publique prussienne. Dans le district de Bromberg, il est promu conseiller supérieur du gouvernement et adjoint au président du district. Il est ensuite haut conseiller présidentiel dans le district de Königsberg. De 1902 jusqu'à sa mort en 1908, von Barnekow est président du district d'Osnabrück.